# Bandera (Teksas)
Bandera je grad u američkoj saveznoj državi Teksas. Prema popisu stanovništva iz 2010. u njemu je živjelo 857 stanovnika.